# Stockholms Allmänna Telefon AB

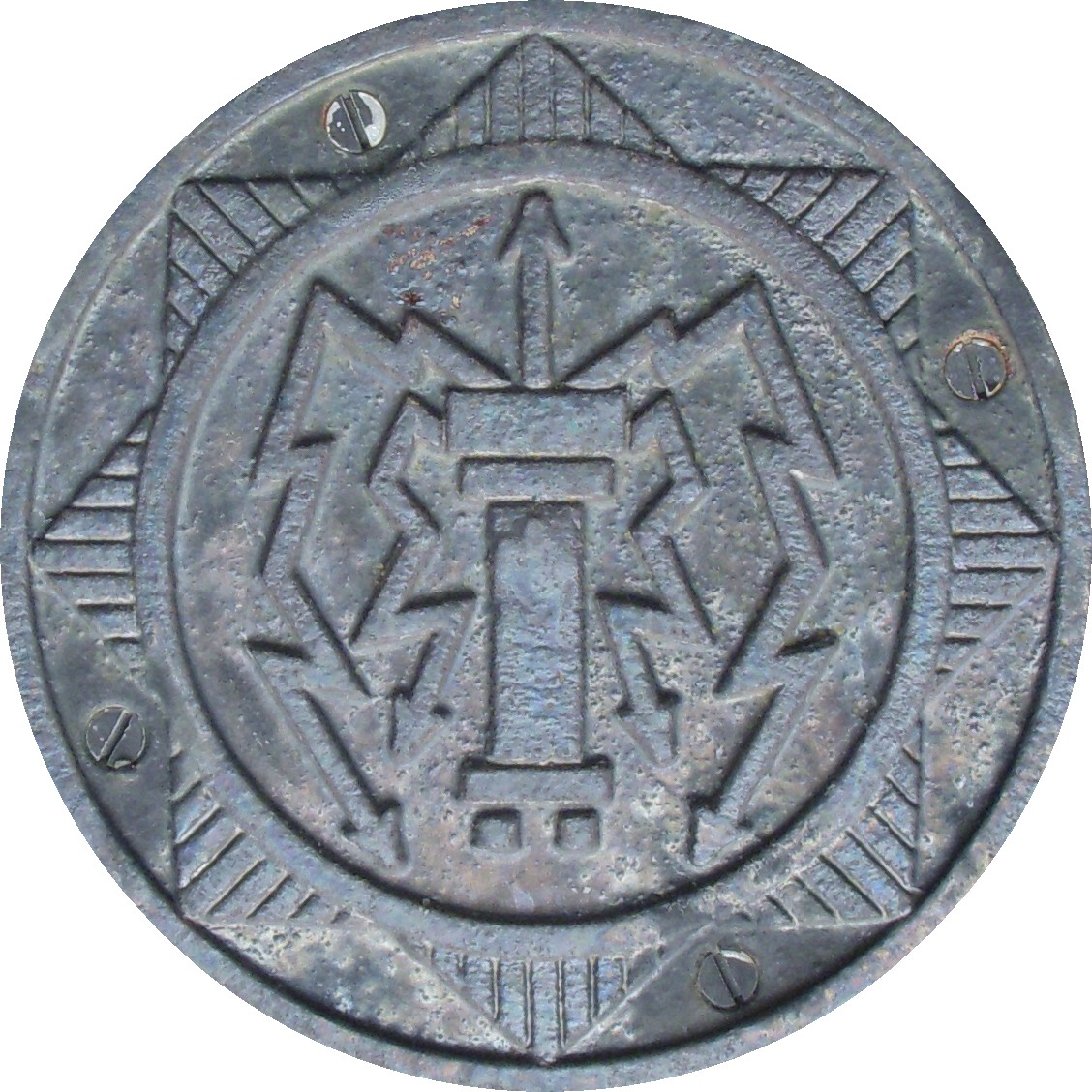
SAT:s logotyp

Stockholms Allmänna Telefonaktiebolag (SAT) var ett företag för installation och drift av telefonutrustning som grundades 1883 av civilingenjören och affärsmannen Henrik Tore Cedergren. Efter ett långvarigt samarbete med Aktiebolaget L.M. Ericsson & Co fusionerades de båda bolagen 1918 med namnet Allmänna Telefonaktiebolaget L.M. Ericsson.

## Historik
Den första allmänna telefonanläggningen i Sverige kom till stånd genom Stockholm Bell Telefonaktiebolag som år 1880 byggde upp ett nät i Stockholm med 121 abonnenter. Abonnemangsavgiften var mycket hög, mellan 160 och 280 kronor beroende på avståndet till stationen, motsvarande ungefär 10 500 till 18 400 kronor i 2023 års penningvärde.
Telegrafverket öppnade år 1881 sin Rikstelefon med 32 abonnenter för de centrala verken i Stockholm, utöver detta fanns det inte mycket intresse för telefonen som produkt. Utan såg telefonen mer som ett komplement till den mer populära telegrafen.
Stockholm Bell Telefonaktiebolag med sina höga taxor fick snart en konkurrent i Stockholms Allmänna Telefonaktiebolag (SAT) som grundades 13 april 1883 av ingenjören och affärsmannen Henrik Tore Cedergren. Hans affärsidé var simpel och ambitiös, han ville se "en telefon i varje hushåll". Detta bröt radikalt mot Stockholm Bells strategi som kretsade kring exklusivitet och började snabbt att sätta en väldig press på SATs konkurrenter under tiden som mängden abonnenter i Stockholm ökade. 
Efterfrågan växte snabbt, så Cedergren vände sig till uppfinnaren Lars Magnus Ericsson för att hjälpa till med tillverkningen. Ericsson hade sedan tidigare en verkstad på Drottninggatan 15 i Stockholm där han reparerade och tillverkade bland annat telegrafapparater, han hade även tillverkat en egen variant av telefonen någon gång innan han träffade Cedergren. År 1884 installerade Cedergren, tillsammans med Ericsson, Europas första multipelväxel. 
År 1886 hade Stockholm fler telefonapparater än någon annan stad i världen med totalt 4 832 abonnenter, varav cirka 1 600 fortfarande var kunder hos Stockholm Bell. Konkurrensen mellan de privata aktörerna inom telefonin i huvudstaden var mycket hård vilket ledde till att Stockholm Bell, som hade en del anläggningar utanför Stockholm, till sist tvingades sälja de viktigaste av dem till Svenska staten för att överleva. I slutändan så köpte SAT upp det som fanns kvar av Stockholm Bell år 1888.
Samma år ansökte SAT om tillstånd från regeringen att få bygga så kallade "stamnät" i tre nya städer - Sundsvall, Malmö och Göteborg - för att sedan koppla dessa nät till det som redan fanns i Stockholm. Ansökan gick vidare till Telegrafverket som yrkade på att förslaget skulle avslås då det skulle gynna allmänheten mer om Telegrafverket hade ansvar för ledningarna. Regeringen beslutade att följa Telegrafverkets rekommendation, gav dem ensamrätt att bygga näten och dessa kopplades sedan ihop för att bilda Rikstelefon.
Då Stockholms Allmänna Telefonaktiebolag hade ett nät som inte var kopplat till Telegrafverket så kunde deras abonnenter inte ringa till varandra, så år 1890 kom man överens om avtalsreglerad samtrafik. Avtalet gick dock ut år 1900 vilket ledde till det så kallade "telefonkriget" i Stockholm.
Under det tidiga 1900-talet så arbetade SAT och L M Ericsson hand i hand, redan år 1901 så köpte Cedergren aktier av Ericsson som resulterade i att Cedergren fick en plats i styrelsen. Man försökte även under 1905 grunda ett telefonaktiebolag i Mexio tillsammans.
År 1908 bestämde man sig för att dela upp Stockholms Allmänna Telefonaktiebolag, varvid dotterbolaget Stockholmstelefon tog över SATs anläggningar i huvudstaden.
Den 31 december 1908, inte långt innan Cedergrens död, uppgick mängden abonnenter hos Stockholms Allmänna Telefonaktiebolag till omkring 51 000.
Efter det så kallade "telefonkriget" hade man till sist kommit överens om ett nytt samtrafikavtal, Telegrafverket hade under tiden även lagt fram förslag till riksdagen om att köpa SAT; dock ansåg man att 13 miljoner kronor var för mycket att betala och i slutändan onödigt då parterna väl skrev på ett förnyat avtal. Efter några års tid ansåg man på SAT att villkoren var för hårda och man bestämde sig för att avsluta samarbetet den 1 juni 1903, på grund av detta så blev deras kunder avskurna från resten av landet. Det var inte förrän efter Första Världskriget, 15 år senare, som man inledde nya förhandlingar.
Den 1 juli 1918 sammanslogs Stockholmstelefons anläggningar och deras då 106 000 abonnenter med Telegrafverket och Rikstelefon efter ett riksdagsbeslut, det slutade med att riksdagen betalade ut 47 miljoner kronor i ersättning för förvärvet.

## Telefontidningen
Stockholmstelefon startade den 10 oktober 1915 klockan 09.00 tjänsten "Telefontidningen", där företagets abonnenter via växel kunde få ett sammandrag av "De senaste i kvällseditionerna ej influtna märkligare nyheterna från in- och utlandet" under Första Världskriget. Kostnaden var 10 öre för varje påringning. Idén hade hämtats från Köpenhamn, där man sedan länge förmedlat krigsnyheter på detta sätt, fyra gånger per dag à 10 öre per gång. Redaktör för Telefontidningen var Otto Hellkvist.

## Verkställande direktörer
- 1883–1909: Henrik Tore Cedergren
- 1909–1918: Gottlieb Piltz

## Galleri

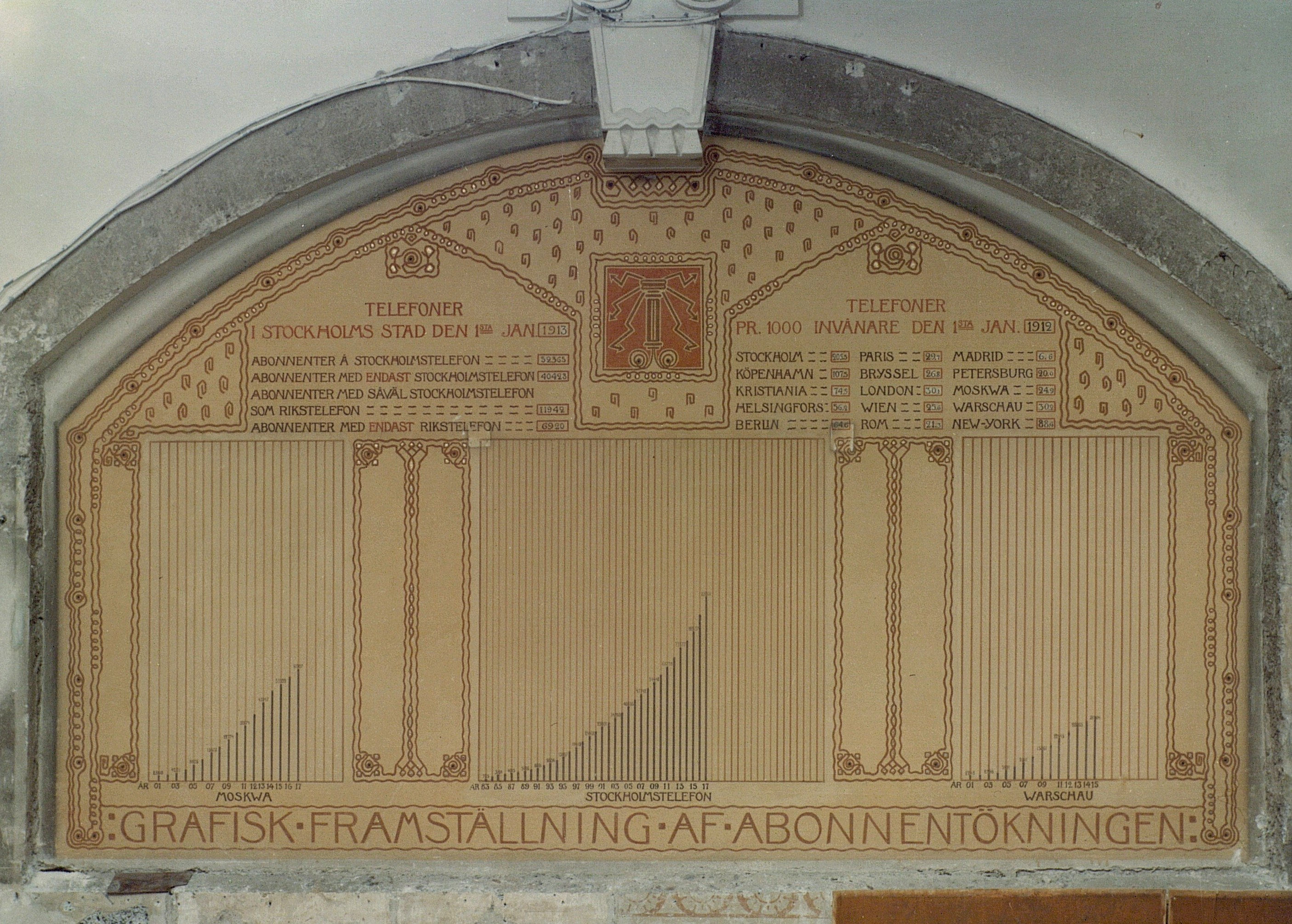
Grafisk framställning af abonnentökningen, muralmålning i Allmänna Telefonaktiebolagets hus.
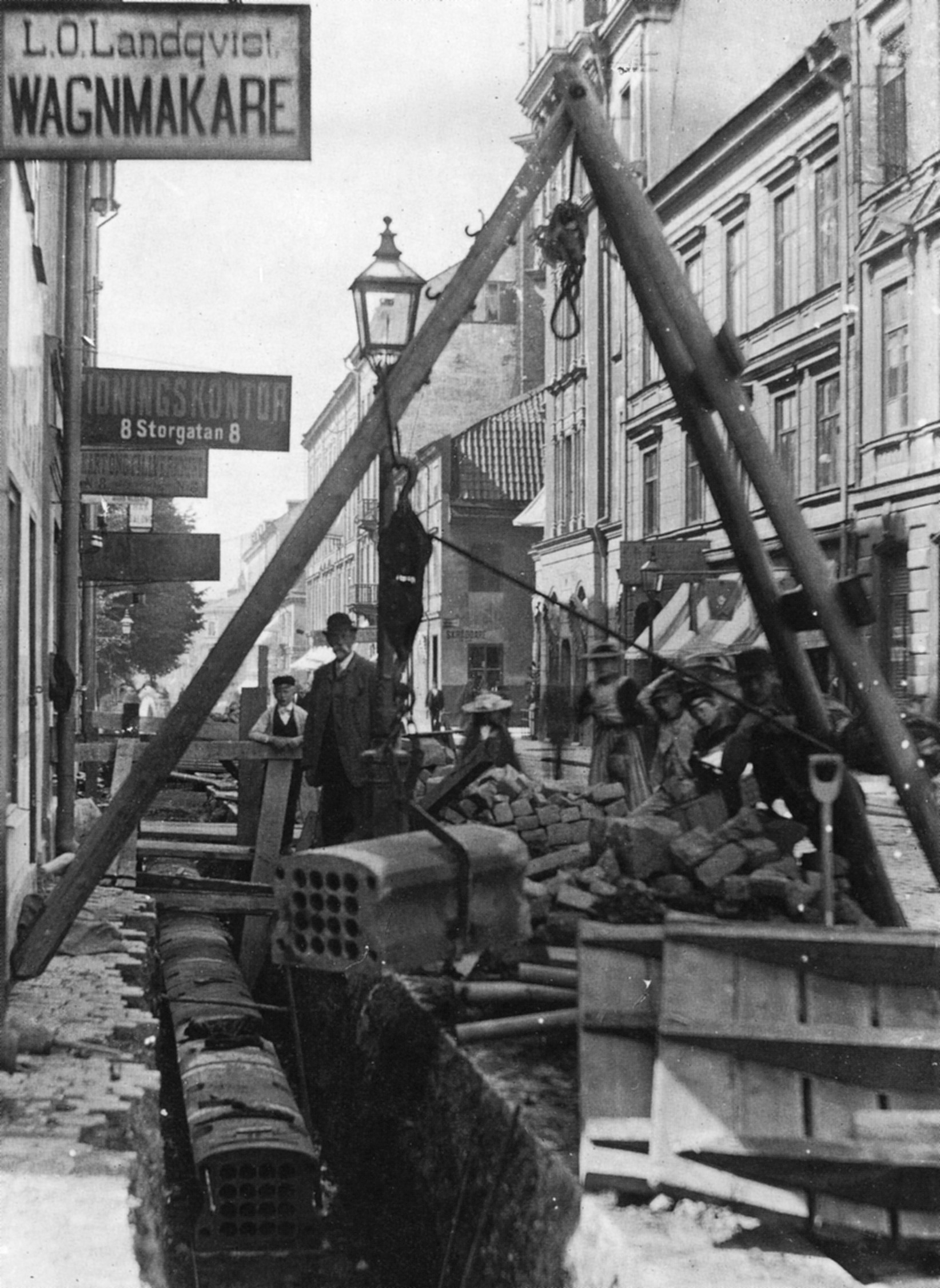
Läggning av kablar för Stockholms Allmänna Telefon AB i Storgatan, Stockholm 1890-tal
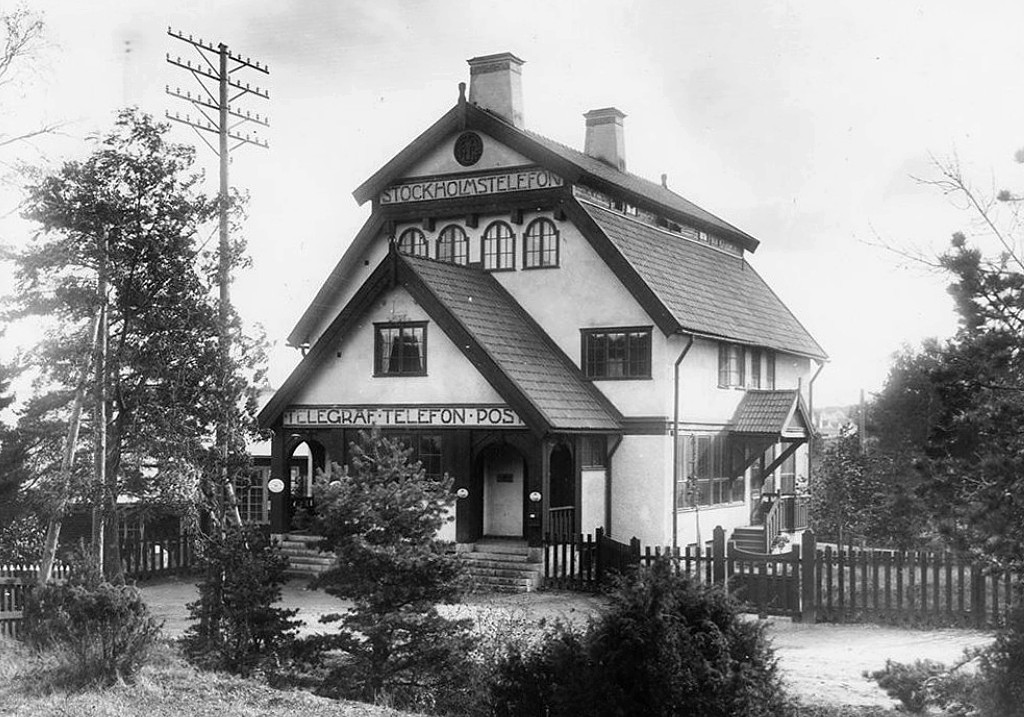
Telefonvillan på Lidingö, 1911.
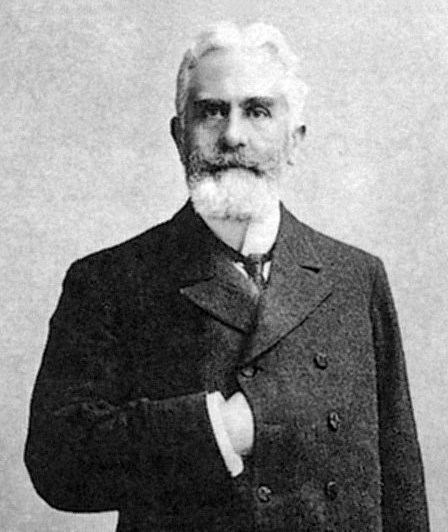
Henrik Tore Cedergren.